# Kristianstad
Kristianstad este un oraș în Suedia.

## Demografie
| \| Evoluția demografică a zonei urbane Kristianstad, 1970–2015 \| Evoluția demografică a zonei urbane Kristianstad, 1970–2015 \| Evoluția demografică a zonei urbane Kristianstad, 1970–2015 \| Evoluția demografică a zonei urbane Kristianstad, 1970–2015 \| Evoluția demografică a zonei urbane Kristianstad, 1970–2015 \| \| --------------------------------------------------------------------------------------- \| ----------------------------------------------------------- \| ----------------------------------------------------------- \| ----------------------------------------------------------- \| ----------------------------------------------------------- \| \| An \| \| \| Locuitori \| \| \| 1970 \| 1970 \| \| 29.013 \| 29.013 \| \| 1975 \| 1975 \| \| 30.780 \| 30.780 \| \| 1980 \| 1980 \| \| 30.593 \| 30.593 \| \| 1990 \| 1990 \| \| 31.314 \| 31.314 \| \| 1995 \| 1995 \| \| 30.819 \| 30.819 \| \| 2000 \| 2000 \| \| 31.592 \| 31.592 \| \| 2005 \| 2005 \| \| 33.083 \| 33.083 \| \| 2010 \| 2010 \| \| 35.711 \| 35.711 \| \| 2015 \| 2015 \| \| 39.762 \| 39.762 \| \| Sursa: SCB - Statistika Centralbyrån, Folkmängden per tätort. Vart femte år 1960 - 2016 \| \| \| \| \| |      |  |           |        |
| Evoluția demografică a zonei urbane Kristianstad, 1970–2015 |      |  |           |        |
| An |      |  | Locuitori |        |
| 1970 | 1970 |  | 29.013    | 29.013 |
| 1975 | 1975 |  | 30.780    | 30.780 |
| 1980 | 1980 |  | 30.593    | 30.593 |
| 1990 | 1990 |  | 31.314    | 31.314 |
| 1995 | 1995 |  | 30.819    | 30.819 |
| 2000 | 2000 |  | 31.592    | 31.592 |
| 2005 | 2005 |  | 33.083    | 33.083 |
| 2010 | 2010 |  | 35.711    | 35.711 |
| 2015 | 2015 |  | 39.762    | 39.762 |
| Sursa: SCB - Statistika Centralbyrån, Folkmängden per tätort. Vart femte år 1960 - 2016 |      |  |           |        |